# Madeleine Hylland
Madeleine Hylland (* 7. Juni 2001 in Bærum) ist eine norwegische Squashspielerin.

## Karriere
Nach zahlreichen Turnierteilnahmen im Juniorenbereich trat Madeleine Hylland international bei den Aktiven erstmals anlässlich der Mannschaftseuropameisterschaft 2018 in Riga in Erscheinung, als sie ihr Debüt für die norwegische Nationalmannschaft gab. Die Mannschaft schloss das Turnier auf Rang drei in Division drei ab, was im Gesamtklassement den 19. Platz bedeutete. Ein Jahr darauf nahm sie im November 2019 zum ersten Mal an einem Turnier der PSA World Tour teil, das in ihrer Geburtsstadt Bærum stattfand. Bei der Mannschaftseuropameisterschaft 2022 in Ljubljana gehörte Hylland erneut zum norwegischen Kader und belegte mit der Mannschaft Rang sechs. Sie vertrat Norwegen 2023 erstmals auch bei einer Europameisterschaft im Einzel. Sie gewann ihre Auftaktpartie, schied dann im Achtelfinale aber gegen Marie Stephan aus. Im Juni 2024 gewann sie in Kalgoorlie ihren ersten Titel auf der World Tour. Noch im selben Monat folgte der zweite Turniersieg, diesmal in Christchurch. Kurz darauf gewann sie in Melbourne ihren dritten Titel.
Ihre beste Platzierung in der Weltrangliste erreichte sie mit Rang 95 am 25. November 2024. Hylland wurde von 2021 bis 2025 fünfmal in Folge norwegische Landesmeisterin. Von 2017 bis 2019 hatte sie zuvor dreimal in Folge ebenfalls bereits das Finale erreicht, war aber jedes Mal an Lotte Eriksen gescheitert.
Seit 2022 studiert Hylland im Hauptfach Wirtschaftswissenschaften am Trinity College in Hartford, Connecticut. Für Trinity ist sie auch im College Squash aktiv.

## Erfolge
- Gewonnene PSA-Titel: 3
- Norwegische Meisterin: 5 Titel (2021–2025)